# Giuseppe Lombrassa
Dott. Giuseppe Lombrassa (20. června 1906 Pesaro – 26. září 1966 Řím) byl italský fašistický politik.

## Životopis
Do Národní fašistické strany vstoupil v roce 1921. Sice měl titul doktora práv, ale věnoval se novinařině – působil v místním fašistického deníku L’Ora v Pessaře. Dobrovolně se zúčastnil bojů ve východní Africe a ve Španělku, kde byl třikrát zraněn. Za vojenské zásluhy obdržel několik vyznamenání. Na konci října 1939 získal funkci komisaře pro migraci a kolonizaci. Od února 1942 do června 1943 zastával i funkci státního podtajemníka na ministerstvu korporací (Ministero delle Corporazioni), když byl jeho úřad komisaře pro migraci a kolonizaci podřízen po dobu trvání války tomuto ministerstvu. V červnu 1943 převzal funkci vysokého komisaře, avšak již v srpnu byl vystřídán penzionovaným generálem – Riccardem Moizou. Po druhé světové válce byl zatčen a hovořilo se o jeho postavení před soud.